# Czernomor
Statek ratowniczy "Czernomor" (ros. Спасательное судно "Черномор") – rosyjski statek Floty Czarnomorskiej, następnie statek francuski i grecki.
Stępkę statku położono w stoczni w Odessie w 1912 r. W 1913 r. został on zwodowany jako statek ratowniczy. Wszedł w skład Floty Czarnomorskiej. Brał udział w I wojnie światowej w roli pływającej bazy nurkowo-ratowniczej w porcie w Sewastopolu. W poł. grudnia 1917 r. załoga statku przeszła na stronę bolszewików. Na pocz. maja 1918 r. przejęli go Niemcy, zaś w listopadzie tego roku Biali. W grudniu statek obsadzili alianccy interwenci, zwracając w kwietniu 1919 r. Białym. Według części źródeł statek pełnił rolę holownika portowego. W poł. listopada 1920 r. w składzie Eskadry Rosyjskiej został ewakuowany do Konstantynopolu. Pod koniec grudniu tego roku przypłynął wraz z pozostałymi statkami i okrętami wojennymi do portu w Bizercie, gdzie został internowany przez Francuzów. Ostatnim dowódcą "Czernomora" był kpt. 2 rangi Wadim A. Wiriliew. Po pewnym czasie statek został sprzedany francuskiemu towarzystwu morskiemu z Saint Nazaire, otrzymując nazwę "Iroise". Jego macierzystym portem stał się Brest. Statek uczestniczył w wielu operacjach ratowniczych, a jego kapitan Louis Malbert otrzymał w 1929 r. za udział w nich złoty medal od stowarzyszenia ratowniczego Societe Centrale de Sauvetage des Naufrages. W 1935 r. kupiła go kompania "Zagarné & Mérigot" z Algieru, zaś w 1936 r. grecka firma "N. E. Vernicos" z Pireusu. Statek przemianowano na "Irini Vernicos". W 1939 r. nowym właścicielem została firma "Cia. Panamena de Remolcadores Ltda", zarejestrowana w Panamie. Nową nazwą statku było "Atrato" lub "Itrato". 2 czerwca 1941 r. został zatopiony w Zatoce Suda u brzegów Krety. Według części źródeł po zakończeniu wojny podniesiono go z dna i służył od 1948 r. jako grecki statek "Theoclitos". W 1950 r. został oddany na złom.